# Joseph J. DioGuardi
Joseph J. DioGuardi (New York, 20. rujna 1940.) je bivši američki senator albansko-talijanskog podrijetla. Također je vođa Albansko-američke građanske lige koja lobira za veliku Albaniju na Balkanu.
- albanski: Xhozef DioGuardi
- fonetski: Džozef Diogardi

## Životopis
Rođen je u Bronxu u albanskoj obitelji. DioGuardi se s roditeljima, sestrom i bratom preselio u Okrug Westchester 1957. godine. 1958. godine je završio srednju školu, a 1962. Sveučilište u Fordhamu.
Studenog 1984. godine započeo je svoju karijeru u Kongresu SAD-a. DioGuardi je poznat po njegovoj podršci albanskim separatističkim pokretima na Balkanu. On je, zajedno s Bobom Doleom, tada senatorom iz Kansasa, još 1986. pred Senatom spremio rezoluciju o ugnjetavanju kosovskih Albanaca. Doleova rezolucija pred američkim Senatom nije prošla.
1989. godine, član Kongresa DioGuardi i Tom Lantos prvi put službeno posjećuju Albaniju u posljednjih 50 godina. Kolovoza 1990. godine, DioGuardi je nagovorio Boba Dolea i 6 drugih članova Kongresa SAD-a da posjete Albance na Kosovu.
Kampanja Albansko-američke lige za neovisno Kosovo koju predvodi Joseph J. DioGuardi konstantno traje. Nekoliko puta su pokušali provući kroz Kongres rezolucije o neovisnosti Kosova i Metohije, koje su odbijene poslije vidnog otpora njenih protivnika. Za informacije koje su koristili članovi Senata i Kongresa koji su se protivili Rezoluciji određena zasluga pripada Kongresu srpskog ujedinjenja, organizaciji Srba iz dijaspore.
Početkom 2006. godine DioGuardi je izjavio Makedonija se treba podijeliti do 2007 godine. i tako jasno dao do znanja da lobira za veliku Albaniju.